# Моторное расстройство
Мото́рное расстро́йство — нейроонтогенетическое расстройство, характеризующееся двигательными нарушениями, проявляющимися обычно с детского возраста. Данная подгруппа расстройств выделяется в американском Диагностическом и статистическом руководстве по психическим расстройствам пятого издания (DSM-5).
В подгруппу входят такие расстройства, как расстройство развития координации, стереотипное двигательное расстройство и тикозные расстройства, включая синдром Туретта.
Расстройство развития координации характеризуется дефицитом в приобретении и исполнении скоординированных движений и проявляется неуклюжестью, медлительностью или неточностью выполнения двигательных актов. Стереотипное двигательное расстройство диагностируется, когда у человека наблюдаются повторяющиеся, произвольные, стереотипные, нефункциональные (зачастую ритмические) движения, не связанные с установленным неврологическим состоянием. Тикозные расстройства характеризуются наличием двигательных тиков (например, мигание, дёргание шеи, гримасничанье или пожимание плечом), которые являются внезапными, быстрыми, неритмичными и ограниченными по характеру.